# Polycirrus mexicanus
Polycirrus mexicanus är en ringmaskart som först beskrevs av Rioja 1947.  Polycirrus mexicanus ingår i släktet Polycirrus och familjen Terebellidae. Inga underarter finns listade i Catalogue of Life.